# Campeonato Brasileño de Fútbol Serie B 2017
El Campeonato Brasileño de Serie B 2017, oficialmente Brasileirão Serie B Chevrolet 2017 por motivos de patrocinio, es una competición de fútbol que se desarrolla en Brasil en el marco de la segunda división. La misma comenzó el 6 de mayo de 2017 y finalizó el 25 de noviembre del mismo año.

## Sistema de juego
Por diecisiete años consecutivos, la Serie B es disputada por 20 clubes en partidos de ida y vuelta por puntos. En cada ronda, los equipos juegan entre sí una vez. Los encuentros de la segunda ronda se llevan a cabo en el mismo orden que en la primera, con la localía invertida. Es declarado campeón aquel equipo que obtiene más puntos después de 38 jornadas. Al final, los cuatro mejores equipos ascienden a la Serie A 2018, al igual que los últimos cuatro descienden a la Serie C 2018 y el campeón entrará directamente a los octavos de final de la Copa de Brasil 2018.

### Criterios de desempate
En caso de que haya dos o más equipos empatados en puntos, los criterios de desempate son:
1. Mayor número de partidos ganados.
2. Mejor diferencia de gol.
3. Mayor número de goles a favor.
4. Resultado del partido jugado entre los equipos.
5. Menor número de tarjetas rojas recibidas.
6. Menor número de tarjetas amarillas recibidas.
7. Sorteo.

## Equipos participantes

### Ascensos y descensos
| Pos. | Ascendidos de la Serie C 2016 |
| ---- | ----------------------------- |
| 1.º  | Boa Esporte                   |
| 2.º  | Guarani                       |
| 3.º  | Juventude                     |
| 4.º  | ABC                           |

| Pos. | Descendidos de la Serie A 2016 |
| ---- | ------------------------------ |
| 17.º | Internacional                  |
| 18.º | Figueirense                    |
| 19.º | Santa Cruz                     |
| 20.º | América Mineiro                |

### Información de los equipos
| Equipo            | Ciudad                 | Estadio           | Capacidad | Posición 2016  | Títulos |
| ----------------- | ---------------------- | ----------------- | --------- | -------------- | ------- |
| ABC               | Natal, RN              | Frasqueirão       | 14 470    | 4º (Serie C)   | 0       |
| América Mineiro   | Belo Horizonte, MG     | Independência     | 23 018    | 20.° (Serie A) | 1       |
| Boa Esporte       | Varginha, MG           | Melão             | 19 000    | 1° (Serie C)   | 0       |
| Brasil de Pelotas | Pelotas, RS            | Bento Freitas     | 18 000    | 11.°           | 0       |
| Ceará             | Fortaleza, CE          | Arena Castelão    | 63 903    | 10.°           | 0       |
| CRB               | Maceió, AL             | Rei Pelé          | 17 126    | 07.°           | 0       |
| Criciúma          | Criciúma, SC           | Heriberto Hülse   | 19 900    | 08.°           | 1       |
| Figueirense       | Florianópolis, SC      | Orlando Scarpelli | 19 584    | 18.° (Serie A) | 0       |
| Goiás             | Goiânia, GO            | Serra Dourada     | 42 000    | 13.°           | 2       |
| Guaraní           | Campinas, SP           | Brinco de Ouro    | 29 130    | 02° (Serie C)  | 1       |
| Internacional     | Porto Alegre, RS       | Beira-Rio         | 56 149    | 17.° (Serie A) | 0       |
| Juventude         | Caxias do Sul, RS      | Alfredo Jaconi    | 19 924    | 03° (Serie C)  | 1       |
| Londrina          | Londrina, PR           | do Café           | 30 000    | 06.°           | 1       |
| Luverdense        | Lucas do Río Verde, MT | Passo das Emas    | 10 000    | 09.°           | 0       |
| Náutico           | Recife, PE             | Arena Pernambuco  | 44 300    | 05.°           | 0       |
| Oeste             | Barueri, SP            | Arena Barueri     | 31 452    | 16.°           | 0       |
| Paraná            | Curitiba, PR           | Vila Campanema    | 44 300    | 15.°           | 2       |
| Paysandu          | Belém, PA              | Curuzu            | 16 200    | 14.°           | 2       |
| Santa Cruz        | Recife, PE             | Arruda            | 60 044    | 19.° (Serie A) | 0       |
| Vila Nova         | Goiânia, GO            | Serra Dourada     | 50 049    | 12.°           | 0       |

### Distribución geográfica

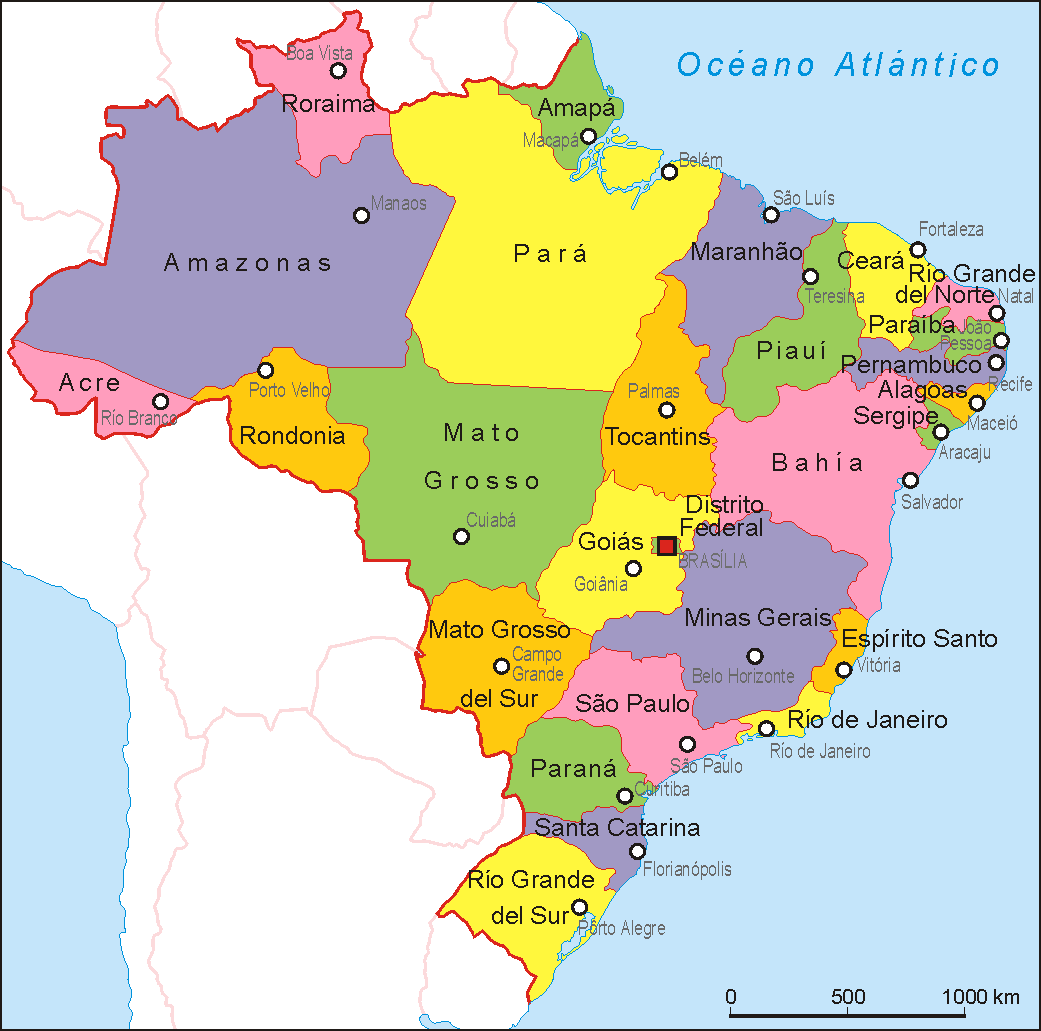
Estados de Brasil.

| Estado               | N.º | Equipos                                      |
| -------------------- | --- | -------------------------------------------- |
| Río Grande del Sur   | 3   | Brasil de Pelotas, Internacional y Juventude |
| Goiás                | 2   | Goiás y Vila Nova                            |
| Minas Gerais         | 2   | América Mineiro y Boa Esporte                |
| Paraná               | 2   | Londrina y Paraná                            |
| Pernambuco           | 2   | Náutico y Santa Cruz                         |
| Santa Catarina       | 2   | Criciúma y Figueirense                       |
| São Paulo            | 2   | Guarani y Oeste                              |
| Alagoas              | 1   | CRB                                          |
| Ceará                | 1   | Ceará                                        |
| Mato Grosso          | 1   | Luverdense                                   |
| Pará                 | 1   | Paysandu                                     |
| Río Grande del Norte | 1   | ABC                                          |
| Total                | 20  | -                                            |

### Entrenadores
| Equipo            | Fechas                         | Entrenador       |
| ----------------- | ------------------------------ | ---------------- |
| ABC               | Geninho                        | 1.ª a 15.ª       |
| ABC               | Márcio Fernandes               | 16.ª en adelante |
| América Mineiro   | Enderson Moreira               | 1.ª en adelante  |
| Boa Esporte       | Julinho Camargo                | 1.ª a 7.ª        |
| Boa Esporte       | Nedo Xavier                    | 8.ª en adelante  |
| Brasil de Pelotas | Rogério Zimmermann             | 1.ª a 15.ª       |
| Brasil de Pelotas | Clemer                         | 16.ª en adelante |
| Ceará             | Givanildo Oliveira             | 1.ª a 8.ª        |
| Ceará             | Daniel Azambuja (interino)     | 9.ª              |
| Ceará             | Marcelo Chamusca               | 10.ª en adelante |
| CRB               | Léo Condé                      | 1.ª a 7.ª        |
| CRB               | Jean Carlos (interino)         | 8.ª              |
| CRB               | Dado Cavalcanti                | 9.ª en adelante  |
| Criciúma          | Deivid                         | 1.ª a 3.ª        |
| Criciúma          | Luís Carlos Winck              | 4.ª en adelante  |
| Figueirense       | Márcio Goiano                  | 1.ª a 7.ª        |
| Figueirense       | Marcelo Cabo                   | 8.ª en adelante  |
| Figueirense       | Márcio Coelho (interino)       | 18.ª a 19.ª      |
| Figueirense       | Milton Cruz                    | 20.ª en adelante |
| Goiás             | Sérgio Soares                  | 1.ª a 3.ª        |
| Goiás             | Sílvio Criciúma                | 4.ª a 15.ª       |
| Goiás             | Argel Fucks                    | 16.ª en adelante |
| Guarani           | Vadão                          | 1.ª en adelante  |
| Internacional     | Antônio Carlos Zago            | 1.ª a 3.ª        |
| Internacional     | Guto Ferreira                  | 4.ª en adelante  |
| Juventude         | Gilmar Dal Pozzo               | 1.ª en adelante  |
| Londrina          | Claudio Tencati                | 1.ª en adelante  |
| Luverdense        | Júnior Rocha                   | 1.ª en adelante  |
| Náutico           | Waldemar Lemos                 | 1.ª a 7.ª        |
| Náutico           | Levi Gomes (interino)          | 8.ª              |
| Náutico           | Beto Campos                    | 9.ª a 17.ª       |
| Náutico           | Levi Gomes (interino)          | 18.ª             |
| Náutico           | Roberto Fernandes              | 19.ª en adelante |
| Oeste             | Roberto Cavalo                 | 1.ª en adelante  |
| Paraná            | Cristian de Souza              | 1.ª a 14.ª       |
| Paraná            | Matheus Costa (interino)       | 15.ª             |
| Paraná            | Lisca                          | 16.ª en adelante |
| Paysandu          | Marcelo Chamusca               | 1.ª a 8.ª        |
| Paysandu          | Rogerinho Gameleira (interino) | 9.ª a 10.ª       |
| Paysandu          | Marquinhos Santos              | 11.ª en adelante |
| Santa Cruz        | Vinícius Eutrópio              | 1.ª a 6.ª        |
| Santa Cruz        | Adriano Teixeira (interino)    | 7.ª a 11.ª       |
| Santa Cruz        | Givanildo Oliveira             | 12.ª             |
| Vila Nova         | Hermerson Maria                | 1.ª en adelante  |

## Tabla de posiciones
| Pos. | Equipo              | Pts. | PJ | PG | PE | PP | GF | GC | Dif. |
| ---- | ------------------- | ---- | -- | -- | -- | -- | -- | -- | ---- |
| 1.º  | América Mineiro (C) | 73   | 38 | 20 | 13 | 5  | 46 | 25 | 21   |
| 2.º  | Internacional       | 71   | 38 | 20 | 11 | 7  | 54 | 26 | 28   |
| 3.º  | Ceará               | 67   | 38 | 19 | 10 | 9  | 46 | 32 | 14   |
| 4.º  | Paraná              | 64   | 38 | 18 | 10 | 10 | 49 | 28 | 21   |
| 5.º  | Londrina            | 62   | 38 | 18 | 8  | 12 | 56 | 46 | 10   |
| 6.º  | Oeste               | 59   | 38 | 14 | 17 | 7  | 43 | 31 | 12   |
| 7.º  | Vila Nova           | 58   | 38 | 15 | 13 | 10 | 38 | 30 | 8    |
| 8.º  | Brasil de Pelotas   | 51   | 38 | 15 | 6  | 17 | 43 | 50 | −7   |
| 9.º  | Juventude           | 51   | 38 | 13 | 12 | 13 | 35 | 38 | −3   |
| 10.º | Boa Esporte         | 50   | 38 | 12 | 14 | 12 | 40 | 42 | −2   |
| 11.º | Paysandu            | 48   | 38 | 13 | 9  | 16 | 41 | 41 | 0    |
| 12.º | Figueirense         | 48   | 38 | 12 | 12 | 14 | 44 | 49 | −5   |
| 13.º | Criciúma            | 48   | 38 | 12 | 12 | 14 | 41 | 46 | −5   |
| 14.º | Goiás               | 45   | 38 | 12 | 9  | 17 | 35 | 46 | −11  |
| 15.º | CRB                 | 45   | 38 | 12 | 9  | 17 | 35 | 50 | −15  |
| 16.º | Guaraní             | 44   | 38 | 11 | 11 | 16 | 36 | 46 | −10  |
| 17.º | Luverdense (D)      | 44   | 38 | 10 | 14 | 14 | 38 | 40 | −2   |
| 18.º | Santa Cruz (D)      | 37   | 38 | 8  | 13 | 17 | 43 | 54 | −11  |
| 19.º | ABC (D)             | 34   | 38 | 9  | 7  | 22 | 28 | 49 | −21  |
| 20.º | Náutico (D)         | 32   | 38 | 8  | 8  | 22 | 29 | 51 | −22  |

|  | Campeón. Asciende a la Serie A 2018. (C) |
|  | Asciende a la Serie A 2018.              |
|  | Desciende a la Serie C 2018. (D)         |

### Evolución de las posiciones
| Jornada / Equipo | 1  | 2  | 3  | 4  | 5  | 6  | 7  | 8  | 9  | 10 | 11 | 12 | 13 | 14 | 15 | 16 | 17 | 18 | 19 | 20 | 21 | 22 | 23 | 24 | 25 | 26 | 27 | 28 | 29 | 30 | 31 | 32 | 33 | 34 | 35 | 36 | 37 | 38 |
| Jornada / Equipo |    |    |    |    |    |    |    |    |    |    |    |    |    |    |    |    |    |    |    |    |    |    |    |    |    |    |    |    |    |    |    |    |    |    |    |    |    |    |
| ---------------- | -- | -- | -- | -- | -- | -- | -- | -- | -- | -- | -- | -- | -- | -- | -- | -- | -- | -- | -- | -- | -- | -- | -- | -- | -- | -- | -- | -- | -- | -- | -- | -- | -- | -- | -- | -- | -- | -- |
| ABC              | 9  | 11 | 9  | 15 | 7  | 8  | 13 | 8  | 13 | 16 | 18 | 18 | 19 | 19 | 19 | 19 | 19 | 19 | 19 | 19 | 20 | 20 | 20 | 20 | 20 | 20 | 20 | 20 | 20 | 20 | 20 | 20 | 20 | 20 | 20 | 20 | 18 | 19 |
| A. Mineiro       | 10 | 12 | 7  | 13 | 8  | 12 | 12 | 14 | 9  | 5  | 3  | 3  | 3  | 3  | 3  | 1  | 1  | 1  | 1  | 1  | 1  | 2  | 1  | 2  | 2  | 2  | 2  | 2  | 2  | 2  | 2  | 3  | 2  | 2  | 1  | 1  | 1  | 1  |
| B. Esporte       | 15 | 14 | 15 | 11 | 15 | 17 | 19 | 17 | 18 | 15 | 10 | 13 | 14 | 16 | 12 | 13 | 11 | 11 | 8  | 10 | 8  | 9  | 12 | 12 | 10 | 9  | 10 | 11 | 12 | 13 | 12 | 12 | 13 | 17 | 15 | 11 | 9  | 10 |
| B. Pelotas       | 18 | 16 | 16 | 14 | 9  | 11 | 15 | 12 | 5  | 9  | 14 | 15 | 11 | 13 | 16 | 15 | 15 | 16 | 13 | 11 | 13 | 12 | 13 | 9  | 11 | 11 | 11 | 9  | 10 | 11 | 11 | 13 | 14 | 13 | 10 | 9  | 10 | 8  |
| Ceará            | 16 | 15 | 11 | 5  | 11 | 6  | 8  | 11 | 12 | 6  | 8  | 5  | 8  | 6  | 8  | 11 | 8  | 4  | 4  | 4  | 4  | 4  | 4  | 6  | 5  | 5  | 5  | 4  | 4  | 3  | 3  | 2  | 3  | 3  | 3  | 3  | 3  | 3  |
| CRB              | 6  | 6  | 3  | 7  | 12 | 15 | 16 | 19 | 17 | 11 | 6  | 9  | 6  | 4  | 4  | 5  | 9  | 10 | 7  | 9  | 11 | 7  | 11 | 13 | 13 | 14 | 14 | 13 | 13 | 14 | 15 | 16 | 16 | 14 | 16 | 13 | 13 | 15 |
| Criciúma         | 13 | 20 | 20 | 19 | 20 | 18 | 18 | 16 | 15 | 10 | 9  | 12 | 13 | 9  | 13 | 9  | 7  | 9  | 12 | 7  | 10 | 10 | 7  | 8  | 8  | 8  | 8  | 8  | 8  | 9  | 9  | 10 | 10 | 9  | 9  | 10 | 12 | 13 |
| Figueirense      | 7  | 1  | 5  | 9  | 13 | 14 | 14 | 15 | 19 | 19 | 17 | 17 | 18 | 18 | 17 | 18 | 18 | 18 | 17 | 18 | 18 | 17 | 17 | 18 | 17 | 17 | 15 | 17 | 15 | 16 | 16 | 14 | 12 | 12 | 13 | 15 | 14 | 12 |
| Goiás            | 17 | 17 | 17 | 18 | 17 | 13 | 6  | 9  | 3  | 7  | 13 | 8  | 10 | 12 | 15 | 14 | 12 | 13 | 14 | 15 | 15 | 16 | 16 | 17 | 15 | 18 | 16 | 14 | 14 | 10 | 10 | 9  | 9  | 11 | 12 | 14 | 15 | 14 |
| Guaraní          | 2  | 9  | 4  | 8  | 3  | 2  | 2  | 2  | 2  | 1  | 1  | 2  | 2  | 1  | 1  | 2  | 3  | 5  | 6  | 8  | 6  | 8  | 10 | 11 | 12 | 13 | 12 | 15 | 16 | 15 | 14 | 15 | 15 | 15 | 14 | 16 | 16 | 16 |
| Internacional    | 1  | 4  | 10 | 10 | 5  | 3  | 5  | 5  | 6  | 4  | 5  | 6  | 5  | 7  | 5  | 6  | 4  | 2  | 2  | 2  | 2  | 1  | 2  | 1  | 1  | 1  | 1  | 1  | 1  | 1  | 1  | 1  | 1  | 1  | 2  | 2  | 2  | 2  |
| Juventude        | 5  | 7  | 2  | 3  | 1  | 1  | 1  | 1  | 1  | 2  | 2  | 1  | 1  | 2  | 2  | 3  | 5  | 6  | 5  | 5  | 5  | 6  | 6  | 5  | 6  | 6  | 6  | 7  | 7  | 7  | 8  | 8  | 8  | 8  | 8  | 8  | 8  | 9  |
| Londrina         | 20 | 18 | 13 | 16 | 16 | 10 | 11 | 6  | 10 | 12 | 15 | 11 | 7  | 8  | 6  | 7  | 6  | 8  | 10 | 12 | 9  | 13 | 9  | 10 | 9  | 10 | 9  | 10 | 9  | 8  | 7  | 7  | 7  | 7  | 6  | 5  | 5  | 5  |
| Luverdense       | 14 | 13 | 18 | 17 | 18 | 19 | 17 | 18 | 16 | 18 | 19 | 19 | 17 | 17 | 18 | 17 | 17 | 17 | 18 | 17 | 16 | 15 | 15 | 16 | 18 | 15 | 17 | 16 | 17 | 17 | 17 | 17 | 17 | 16 | 17 | 17 | 17 | 17 |
| Náutico          | 11 | 19 | 19 | 20 | 19 | 20 | 20 | 20 | 20 | 20 | 20 | 20 | 20 | 20 | 20 | 20 | 20 | 20 | 20 | 20 | 19 | 19 | 19 | 19 | 19 | 19 | 19 | 19 | 19 | 19 | 19 | 19 | 19 | 19 | 19 | 19 | 20 | 20 |
| Oeste            | 19 | 10 | 14 | 6  | 10 | 9  | 9  | 13 | 14 | 17 | 11 | 14 | 15 | 11 | 14 | 10 | 14 | 12 | 11 | 13 | 12 | 11 | 8  | 7  | 7  | 7  | 7  | 5  | 6  | 6  | 6  | 5  | 5  | 5  | 5  | 6  | 7  | 6  |
| Paraná           | 12 | 3  | 8  | 12 | 14 | 16 | 10 | 7  | 8  | 13 | 7  | 10 | 12 | 15 | 10 | 12 | 10 | 7  | 9  | 6  | 7  | 5  | 5  | 4  | 3  | 3  | 3  | 3  | 3  | 4  | 4  | 4  | 4  | 4  | 4  | 4  | 4  | 4  |
| Paysandu         | 3  | 5  | 1  | 1  | 2  | 5  | 7  | 10 | 11 | 14 | 16 | 16 | 16 | 14 | 11 | 16 | 16 | 14 | 15 | 14 | 14 | 14 | 14 | 14 | 14 | 12 | 13 | 12 | 11 | 12 | 13 | 11 | 11 | 10 | 11 | 12 | 11 | 11 |
| Santa Cruz       | 4  | 2  | 6  | 2  | 4  | 7  | 4  | 4  | 7  | 8  | 12 | 7  | 9  | 10 | 9  | 8  | 13 | 15 | 16 | 16 | 17 | 18 | 18 | 15 | 16 | 16 | 18 | 18 | 18 | 18 | 18 | 18 | 18 | 18 | 18 | 18 | 19 | 18 |
| Vila Nova        | 8  | 8  | 12 | 4  | 6  | 4  | 3  | 3  | 4  | 3  | 4  | 4  | 4  | 5  | 7  | 4  | 2  | 3  | 3  | 3  | 3  | 3  | 3  | 3  | 4  | 4  | 4  | 6  | 5  | 5  | 5  | 6  | 6  | 6  | 7  | 7  | 6  | 7  |

### Primera rueda
| CRB         | 1 - 0 | Ceará             | Rei Pelé         | 12 de mayo | 19:15 |
| Guaraní     | 2 - 0 | Brasil de Pelotas | Brinco de Ouro   | 12 de mayo | 20:30 |
| Juventude   | 2 - 1 | Luverdense        | Alfredo Jaconi   | 12 de mayo | 20:30 |
| Náutico     | 0 - 0 | América Mineiro   | Arena Pernambuco | 12 de mayo | 21:30 |
| ABC         | 0 - 0 | Paraná            | Frasqueirão      | 13 de mayo | 16:30 |
| Criciúma    | 1 - 2 | Santa Cruz        | Heriberto Hülse  | 13 de mayo | 16:30 |
| Londrina    | 0 - 3 | Internacional     | Café             | 13 de mayo | 16:30 |
| Boa Esporte | 0 - 1 | Vila Nova         | Melão            | 13 de mayo | 16:30 |
| Goiás       | 0 - 1 | Figueirense       | Serra Dourada    | 13 de mayo | 19:00 |
| Paysandu    | 2 - 0 | Oeste             | Mangueirão       | 13 de mayo | 21:00 |

| Brasil de Pelotas | 1 - 1 | Londrina    | Bento Freitas     | 16 de mayo | 19:15 |
| Ceará             | 0 - 0 | Boa Esporte | Presidente Vargas | 16 de mayo | 21:30 |
| Paraná            | 0 - 0 | Paysandu    | Durival de Britto | 19 de mayo | 19:15 |
| Vila Nova         | 0 - 0 | Juventude   | Serra Dourada     | 19 de mayo | 20:30 |
| América Mineiro   | 1 - 1 | Goiás       | Independência     | 19 de mayo | 21:30 |
| Santa Cruz        | 2 - 1 | Guaraní     | Arruda            | 20 de mayo | 16:30 |
| Figueirense       | 3 - 0 | Náutico     | Orlando Scarpelli | 20 de mayo | 16:30 |
| Oeste             | 1 - 0 | Criciúma    | Arena Barueri     | 20 de mayo | 16:30 |
| Luverdense        | 1 - 1 | CRB         | Arena Pantanal    | 20 de mayo | 16:30 |
| Internacional     | 1 - 1 | ABC         | Beira-Rio         | 20 de mayo | 19:00 |

| CRB         | 1 - 0 | Santa Cruz        | Rei Pelé         | 23 de mayo | 19:15 |
| Guaraní     | 2 - 0 | Figueirense       | Brinco de Ouro   | 23 de mayo | 21:30 |
| Criciúma    | 1 - 3 | América Mineiro   | Heriberto Hülse  | 26 de mayo | 19:15 |
| Boa Esporte | 1 - 1 | Oeste             | Melão            | 26 de mayo | 20:30 |
| Goiás       | 1 - 1 | Brasil de Pelotas | Serra Dourada    | 26 de mayo | 21:30 |
| ABC         | 1 - 0 | Vila Nova         | Frasqueirão      | 27 de mayo | 16:30 |
| Náutico     | 0 - 2 | Ceará             | Arena Pernambuco | 27 de mayo | 16:30 |
| Londrina    | 3 - 1 | Luverdense        | Café             | 27 de mayo | 16:30 |
| Paysandu    | 1 - 0 | Internacional     | Mangueirão       | 27 de mayo | 16:30 |
| Juventude   | 2 - 1 | Paraná            | Alfredo Jaconi   | 27 de mayo | 19:00 |

| Paraná            | 2 - 0 | Goiás       | Durival de Britto | 16 de mayo | 21:30 |
| Figueirense       | 0 - 2 | Boa Esporte | Orlando Scarpelli | 30 de mayo | 19:15 |
| Brasil de Pelotas | 2 - 0 | Náutico     | Bento Freitas     | 30 de mayo | 21:30 |
| América Mineiro   | 0 - 2 | Paysandu    | Independência     | 2 de junio | 19:15 |
| Oeste             | 2 - 0 | CRB         | Arena Barueri     | 2 de junio | 20:30 |
| Ceará             | 1 - 0 | Londrina    | Presidente Vargas | 2 de junio | 21:30 |
| Santa Cruz        | 2 - 1 | ABC         | Arruda            | 3 de junio | 16:30 |
| Vila Nova         | 3 - 1 | Guaraní     | Serra Dourada     | 3 de junio | 16:30 |
| Luverdense        | 0 - 0 | Criciúma    | Arena Pantanal    | 3 de junio | 16:30 |
| Internacional     | 1 - 1 | Juventude   | Beira-Rio         | 3 de junio | 19:00 |

| ABC             | 2 - 1 | Paysandu          | Frasqueirão       | 6 de junio | 19:15 |
| Guaraní         | 2 - 1 | Boa Esporte       | Brinco de Ouro    | 6 de junio | 19:15 |
| Juventude       | 1 - 0 | Criciúma          | Alfredo Jaconi    | 6 de junio | 19:15 |
| Náutico         | 1 - 1 | Oeste             | Arena Pernambuco  | 6 de junio | 20:30 |
| Figueirense     | 1 - 2 | Internacional     | Orlando Scarpelli | 6 de junio | 20:30 |
| Goiás           | 2 - 1 | Santa Cruz        | Serra Dourada     | 6 de junio | 20:30 |
| Londrina        | 1 - 1 | Paraná            | Café              | 6 de junio | 20:30 |
| Luverdense      | 1 - 1 | Vila Nova         | Arena Pantanal    | 6 de junio | 21:30 |
| CRB             | 0 - 1 | Brasil de Pelotas | Rei Pelé          | 6 de junio | 21:30 |
| América Mineiro | 1 - 0 | Ceará             | Independência     | 6 de junio | 21:30 |

| Criciúma          | 1 - 0 | CRB             | Heriberto Hülse   | 9 de junio  | 19:15 |
| Santa Cruz        | 1 - 3 | Londrina        | Arruda            | 9 de junio  | 20:30 |
| Vila Nova         | 2 - 0 | América Mineiro | Serra Dourada     | 9 de junio  | 20:30 |
| Paysandu          | 0 - 1 | Goiás           | Mangueirão        | 9 de junio  | 21:30 |
| Brasil de Pelotas | 2 - 3 | Ceará           | Bento Freitas     | 10 de junio | 16:30 |
| Paraná            | 0 - 1 | Guaraní         | Durival de Britto | 10 de junio | 16:30 |
| Boa Esporte       | 0 - 2 | Juventude       | Melão             | 10 de junio | 16:30 |
| Internacional     | 4 - 2 | Náutico         | Beira-Rio         | 10 de junio | 16:30 |
| ABC               | 2 - 2 | Figueirense     | Frasqueirão       | 10 de junio | 19:00 |
| Oeste             | 0 - 0 | Luverdense      | Arena Barueri     | 10 de junio | 21:00 |

| Náutico         | 1 - 2 | Paraná            | Arena Pernambuco  | 13 de junio | 19:15 |
| Guaraní         | 2 - 0 | Paysandu          | Brinco de Ouro    | 13 de junio | 19:15 |
| Londrina        | 1 - 1 | Oeste             | Café              | 13 de junio | 19:15 |
| Figueirense     | 2 - 2 | Criciúma          | Orlando Scarpelli | 13 de junio | 20:30 |
| Goiás           | 4 - 1 | Boa Esporte       | Serra Dourada     | 13 de junio | 20:30 |
| Juventude       | 3 - 0 | ABC               | Alfredo Jaconi    | 13 de junio | 20:30 |
| CRB             | 1 - 2 | Vila Nova         | Rei Pelé          | 13 de junio | 20:30 |
| Luverdense      | 4 - 0 | Brasil de Pelotas | Arena Pantanal    | 13 de junio | 21:30 |
| Ceará           | 1 - 3 | Santa Cruz        | Presidente Vargas | 13 de junio | 21:30 |
| América Mineiro | 1 - 1 | Internacional     | Independência     | 13 de junio | 21:30 |

| Criciúma          | 3 - 2 | Guaraní         | Heriberto Hülse   | 16 de junio | 19:15 |
| Ceará             | 1 - 1 | Luverdense      | Castelão          | 16 de junio | 20:30 |
| Paraná            | 1 - 0 | Figueirense     | Durival de Britto | 16 de junio | 20:30 |
| Goiás             | 1 - 2 | ABC             | Serra Dourada     | 16 de junio | 21:30 |
| Santa Cruz        | 0 - 0 | Internacional   | Arruda            | 17 de junio | 16:30 |
| Boa Esporte       | 2 - 1 | Náutico         | Melão             | 17 de junio | 16:30 |
| Paysandu          | 0 - 0 | Juventude       | Mangueirão        | 17 de junio | 16:30 |
| CRB               | 0 - 3 | Londrina        | Rei Pelé          | 17 de junio | 16:30 |
| Brasil de Pelotas | 3 - 0 | Vila Nova       | Bento Freitas     | 17 de junio | 19:00 |
| Oeste             | 0 - 0 | América Mineiro | Arena Barueri     | 17 de junio | 21:00 |

| Náutico         | 2 - 3 | Goiás             | Arena Pernambuco  | 20 de junio | 19:15 |
| Juventude       | 1 - 2 | Brasil de Pelotas | Alfredo Jaconi    | 20 de junio | 19:15 |
| América Mineiro | 1 - 0 | Santa Cruz        | Independência     | 20 de junio | 19:15 |
| ABC             | 1 - 3 | CRB               | Frasqueirão       | 20 de junio | 20:30 |
| Figueirense     | 2 - 3 | Luverdense        | Orlando Scarpelli | 20 de junio | 20:30 |
| Londrina        | 0 - 1 | Criciúma          | Café              | 20 de junio | 20:30 |
| Paysandu        | 0 - 0 | Boa Esporte       | Curuzu            | 20 de junio | 20:30 |
| Vila Nova       | 1 - 1 | Ceará             | Serra Dourada     | 20 de junio | 21:30 |
| Guaraní         | 0 - 0 | Oeste             | Brinco de Ouro    | 20 de junio | 21:30 |
| Internacional   | 0 - 0 | Paraná            | Beira-Rio         | 20 de junio | 21:30 |

| CRB               | 2 - 1 | Paysandu        | Rei Pelé          | 23 de junio | 19:15 |
| Boa Esporte       | 2 - 1 | ABC             | Melão             | 23 de junio | 20:30 |
| Criciúma          | 2 - 1 | Paraná          | Heriberto Hülse   | 23 de junio | 21:30 |
| Luverdense        | 0 - 3 | América Mineiro | Passo das Emas    | 23 de junio | 21:30 |
| Ceará             | 3 - 0 | Oeste           | Presidente Vargas | 24 de junio | 16:30 |
| Goiás             | 0 - 2 | Vila Nova       | Serra Dourada     | 24 de junio | 16:30 |
| Brasil de Pelotas | 0 - 1 | Internacional   | Bento Freitas     | 24 de junio | 16:30 |
| Londrina          | 2 - 2 | Juventude       | Café              | 24 de junio | 16:30 |
| Santa Cruz        | 1 - 1 | Figueirense     | Arena Pernambuco  | 24 de junio | 16:30 |
| Guaraní           | 2 - 1 | Náutico         | Brinco de Ouro    | 24 de junio | 19:00 |

| Juventude       | 3 - 0 | Goiás             | Alfredo Jaconi    | 27 de junio | 19:15 |
| Figueirense     | 3 - 1 | Londrina          | Orlando Scarpelli | 27 de junio | 21:30 |
| Paysandu        | 1 - 1 | Luverdense        | Curuzu            | 30 de junio | 19:15 |
| Vila Nova       | 0 - 0 | Criciúma          | Pedro Ludovico    | 30 de junio | 20:30 |
| Náutico         | 0 - 1 | CRB               | Arena Pernambuco  | 30 de junio | 21:30 |
| Oeste           | 2 - 0 | Santa Cruz        | Arena Barueri     | 1 de julio  | 16:30 |
| Paraná          | 1 - 0 | Ceará             | Durival de Britto | 1 de julio  | 16:30 |
| Internacional   | 0 - 1 | Boa Esporte       | Beira-Rio         | 1 de julio  | 16:30 |
| ABC             | 0 - 1 | Guaraní           | Frasqueirão       | 1 de julio  | 19:00 |
| América Mineiro | 3 - 0 | Brasil de Pelotas | Independência     | 1 de julio  | 19:00 |

| Paysandu      | 1 - 2 | Londrina          | Curuzu            | 4 de julio | 19:15 |
| ABC           | 0 - 1 | Náutico           | Frasqueirão       | 4 de julio | 21:30 |
| Santa Cruz    | 3 - 0 | Brasil de Pelotas | Arena Pernambuco  | 7 de julio | 19:15 |
| Goiás         | 3 - 1 | Luverdense        | Pedro Ludovico    | 7 de julio | 20:30 |
| Paraná        | 1 - 1 | América Mineiro   | Durival de Britto | 7 de julio | 21:30 |
| Figueirense   | 0 - 2 | Ceará             | Orlando Scarpelli | 8 de julio | 16:30 |
| Internacional | 1 - 1 | Criciúma          | Beira-Rio         | 8 de julio | 16:30 |
| Oeste         | 2 - 2 | Vila Nova         | Arena Barueri     | 8 de julio | 19:00 |
| Juventude     | 2 - 0 | Guaraní           | Alfredo Jaconi    | 8 de julio | 19:00 |
| Boa Esporte   | 0 - 0 | CRB               | Melão             | 8 de julio | 19:00 |

| Criciúma          | 1 - 1 | Paysandu      | Heriberto Hülse  | 11 de julio | 19:15 |
| Brasil de Pelotas | 3 - 1 | Oeste         | Bento Freitas    | 11 de julio | 19:15 |
| Londrina          | 3 - 1 | ABC           | Café             | 11 de julio | 19:15 |
| Ceará             | 0 - 2 | Internacional | Castelão         | 11 de julio | 20:30 |
| VIla Nova         | 3 - 2 | Paraná        | Serra Dourada    | 11 de julio | 20:30 |
| Guaraní           | 1 - 0 | Goiás         | Brinco de Ouro   | 11 de julio | 20:30 |
| América Mineiro   | 2 - 0 | Boa Esporte   | Independência    | 11 de julio | 20:30 |
| Náutico           | 1 - 1 | Juventude     | Arena Pernambuco | 11 de julio | 21:30 |
| Luverdense        | 2 - 2 | Santa Cruz    | Passo das Emas   | 11 de julio | 21:30 |
| CRB               | 2 - 1 | Figueirense   | Rei Pelé         | 11 de julio | 21:30 |

| Brasil de Pelotas | 1 - 2 | Figueirense   | Bento Freitas    | 14 de julio | 19:15 |
| Oeste             | 2 - 0 | Paraná        | Arena Barueri    | 14 de julio | 20:30 |
| Criciúma          | 1 - 0 | Goiás         | Heriberto Hülse  | 14 de julio | 21:30 |
| Náutico           | 0 - 0 | Santa Cruz    | Arena Pernambuco | 15 de julio | 16:30 |
| Vila Nova         | 1 - 2 | Paysandu      | JK               | 15 de julio | 16:30 |
| América Mineiro   | 0 - 0 | Guaraní       | Independência    | 15 de julio | 16:30 |
| CRB               | 2 - 0 | Internacional | Rei Pelé         | 15 de julio | 16:30 |
| Ceará             | 2 - 0 | Juventude     | Castelão         | 15 de julio | 19:00 |
| Londrina          | 2 - 2 | Boa Esporte   | Café             | 15 de julio | 19:00 |
| Luverdense        | 1 - 0 | ABC           | Passo das Emas   | 15 de julio | 21:00 |

| Figueirense   | 0 - 0 | Oeste             | Orlando Scarpelli | 18 de julio | 19:15 |
| Juventude     | 1 - 1 | CRB               | Alfredo Jaconi    | 18 de julio | 19:15 |
| Paraná        | 4 - 1 | Brasil de Pelotas | Durival de Britto | 18 de julio | 19:15 |
| Paysandu      | 1 - 0 | Náutico           | Mangueirão        | 18 de julio | 19:15 |
| ABC           | 0 - 1 | América Mineiro   | Frasqueirão       | 18 de julio | 20:30 |
| Santa Cruz    | 1 - 0 | Vila Nova         | Arena Pernambuco  | 18 de julio | 20:30 |
| Goiás         | 0 - 1 | Londrina          | Serra Dourada     | 18 de julio | 20:30 |
| Guaraní       | 2 - 2 | Ceará             | Brinco de Ouro    | 18 de julio | 20:30 |
| Boa Esporte   | 2 - 0 | Criciúma          | Melão             | 18 de julio | 21:30 |
| Internacional | 1 - 0 | Luverdense        | Beira-Rio         | 18 de julio | 21:30 |

| América Mineiro   | 4 - 2 | Figueirense   | Independência     | 21 de julio | 19:15 |
| Santa Cruz        | 1 - 1 | Boa Esporte   | Arruda            | 21 de julio | 20:30 |
| Luverdense        | 1 - 1 | Paraná        | Passo das Emas    | 21 de julio | 20:30 |
| Ceará             | 0 - 1 | Goiás         | Presidente Vargas | 21 de julio | 21:30 |
| Criciúma          | 2 - 1 | ABC           | Heriberto Hülse   | 22 de julio | 16:30 |
| Vila Nova         | 2 - 1 | Internacional | Serra Dourada     | 22 de julio | 16:30 |
| Londrina          | 0 - 0 | Náutico       | Café              | 22 de julio | 16:30 |
| Oeste             | 3 - 0 | Juventude     | Arena Barueri     | 22 de julio | 19:00 |
| Brasil de Pelotas | 2 - 1 | Paysandu      | Bento Freitas     | 22 de julio | 19:00 |
| CRB               | 1 - 1 | Guaraní       | Rei Pelé          | 22 de julio | 19:00 |

| ABC           | 1 - 0 | Brasil de Pelotas | Frasqueirão       | 25 de julio | 19:15 |
| Internacional | 2 - 0 | Oeste             | Beira-Rio         | 25 de julio | 21:30 |
| Juventude     | 0 - 1 | América Mineiro   | Alfredo Jaconi    | 28 de julio | 19:15 |
| Paysandu      | 1 - 2 | Ceará             | Mangueirão        | 28 de julio | 21:30 |
| Figueirense   | 0 - 1 | Vila Nova         | Orlando Scarpelli | 29 de julio | 16:30 |
| Goiás         | 3 - 0 | CRB               | Serra Dourada     | 29 de julio | 16:30 |
| Paraná        | 4 - 0 | Santa Cruz        | Durival de Britto | 29 de julio | 16:30 |
| Guaraní       | 2 - 3 | Londrina          | Brinco de Ouro    | 29 de julio | 16:30 |
| Náutico       | 1 - 2 | Criciúma          | Arena Pernambuco  | 29 de julio | 19:00 |
| Boa Esporte   | 1 - 0 | Luverdense        | Melão             | 29 de julio | 19:00 |

| Figueirense       | 2 - 2 | Juventude   | Orlando Scarpelli | 1 de agosto | 19:15 |
| Brasil de Pelotas | 0 - 0 | Boa Esporte | Bento Freitas     | 1 de agosto | 19:15 |
| Paraná            | 4 - 1 | CRB         | Durival de Britto | 1 de agosto | 19:15 |
| Santa Cruz        | 1 - 2 | Paysandu    | Arena Pernambuco  | 1 de agosto | 20:30 |
| Vila Nova         | 0 - 1 | Náutico     | Serra Dourada     | 1 de agosto | 20:30 |
| Oeste             | 1 - 1 | ABC         | Arena Barueri     | 1 de agosto | 20:30 |
| América Mineiro   | 3 - 2 | Londrina    | Independência     | 1 de agosto | 20:30 |
| Ceará             | 3 - 1 | Criciúma    | Presidente Vargas | 1 de agosto | 21:30 |
| Luverdense        | 1 - 0 | Guaraní     | Passo das Emas    | 1 de agosto | 21:30 |
| Internacional     | 3 - 0 | Goiás       | Beira-Rio         | 1 de agosto | 21:30 |

| Criciúma    | 1 - 2 | Brasil de Pelotas | Heriberto Hülse  | 4 de agosto | 19:15 |
| Náutico     | 1 - 0 | Luverdense        | Arena Pernambuco | 4 de agosto | 20:30 |
| Goiás       | 0 - 2 | Oeste             | Serra Dourada    | 4 de agosto | 20:30 |
| CRB         | 2 - 1 | América Mineiro   | Rei Pelé         | 4 de agosto | 21:30 |
| ABC         | 0 - 1 | Ceará             | Frasqueirão      | 5 de agosto | 16:30 |
| Guaraní     | 0 - 2 | Internacional     | Brinco de Ouro   | 5 de agosto | 16:30 |
| Juventude   | 2 - 1 | Santa Cruz        | Alfredo Jaconi   | 5 de agosto | 16:30 |
| Boa Esporte | 2 - 1 | Paraná            | Melão            | 5 de agosto | 19:00 |
| Paysandu    | 0 - 1 | Figueirense       | Curuzu           | 5 de agosto | 19:00 |
| Londrina    | 0 - 1 | Vila Nova         | Café             | 7 de agosto | 20:00 |

### Segunda rueda
| Santa Cruz        | 1 - 2 | Criciúma    | Arruda            | 8 de agosto  | 19:15 |
| Luverdense        | 1 - 0 | Juventude   | Passo das Emas    | 8 de agosto  | 21:30 |
| Brasil de Pelotas | 1 - 0 | Guaraní     | Bento Freitas     | 11 de agosto | 19:15 |
| Vila Nova         | 1 - 0 | Boa Esporte | Serra Dourada     | 11 de agosto | 20:30 |
| América Mineiro   | 1 - 0 | Náutico     | Independência     | 11 de agosto | 21:30 |
| Ceará             | 1 - 0 | CRB         | Castelão          | 12 de agosto | 16:30 |
| Paraná            | 1 - 0 | ABC         | Durival de Britto | 12 de agosto | 16:30 |
| Internacional     | 3 - 1 | Londrina    | Beira-Rio         | 12 de agosto | 16:30 |
| Figueirense       | 1 - 1 | Goiás       | Orlando Scarpelli | 12 de agosto | 19:00 |
| Oeste             | 1 - 3 | Paysandu    | Arena Barueri     | 12 de agosto | 19:00 |

| Londrina    | 4 - 1 | Brasil de Pelotas | Café             | 15 de agosto | 19:15 |
| Náutico     | 2 - 0 | Figueirense       | Arena Pernambuco | 15 de agosto | 21:30 |
| Juventude   | 1 - 0 | Vila Nova         | Alfredo Jaconi   | 18 de agosto | 19:15 |
| Criciúma    | 1 - 1 | Oeste             | Heriberto Hülse  | 18 de agosto | 20:30 |
| Goiás       | 1 - 1 | América Mineiro   | Pedro Ludovico   | 18 de agosto | 21:30 |
| ABC         | 0 - 3 | Internacional     | Frasqueirão      | 19 de agosto | 16:30 |
| Guaraní     | 2 - 0 | Santa Cruz        | Brinco de Ouro   | 19 de agosto | 16:30 |
| Boa Esporte | 4 - 1 | Ceará             | Melão            | 19 de agosto | 16:30 |
| CRB         | 2 - 2 | Luverdense        | Rei Pelé         | 19 de agosto | 16:30 |
| Paysandu    | 0 - 0 | Paraná            | Mangueirão       | 19 de agosto | 19:00 |

| Brasil de Pelotas | 2 - 1 | Goiás       | Bento Freitas     | 22 de agosto | 19:15 |
| América Mineiro   | 0 - 0 | Criciúma    | Independência     | 22 de agosto | 21:30 |
| Ceará             | 1 - 0 | Náutico     | Castelão          | 25 de agosto | 19:15 |
| Paraná            | 2 - 0 | Juventude   | Durival de Britto | 25 de agosto | 20:30 |
| Internacional     | 3 - 2 | Paysandu    | Beira-Rio         | 25 de agosto | 21:30 |
| Santa Cruz        | 1 - 2 | CRB         | Arruda            | 26 de agosto | 16:30 |
| Vila Nova         | 2 - 0 | ABC         | Serra Dourada     | 26 de agosto | 16:30 |
| Oeste             | 4 - 1 | Boa Esporte | Arena Barueri     | 26 de agosto | 16:30 |
| Figueirense       | 2 - 1 | Guaraní     | Orlando Scarpelli | 26 de agosto | 19:00 |
| Luverdense        | 1 - 0 | Londrina    | Passo das Emas    | 26 de agosto | 19:00 |

| Guaraní     | 0 - 0 | Vila Nova         | Brinco de Ouro   | 4 de septiembre | 20:00 |
| Goiás       | 0 - 1 | Paraná            | Serra Dourada    | 6 de septiembre | 19:30 |
| Náutico     | 1 - 0 | Brasil de Pelotas | Arena Pernambuco | 6 de septiembre | 21:45 |
| Boa Esporte | 1 - 1 | Figueirense       | Melão            | 8 de septiembre | 19:15 |
| Paysandu    | 0 - 1 | América Mineiro   | Mangueirão       | 8 de septiembre | 21:30 |
| Criciúma    | 2 - 1 | Luverdense        | Heriberto Hülse  | 9 de septiembre | 16:30 |
| Juventude   | 2 - 1 | Internacional     | Alfredo Jaconi   | 9 de septiembre | 16:30 |
| Londrina    | 3 - 2 | Ceará             | Café             | 9 de septiembre | 16:30 |
| ABC         | 0 - 0 | Santa Cruz        | Arena das Dunas  | 9 de septiembre | 19:00 |
| CRB         | 0 - 1 | Oeste             | Rei Pelé         | 9 de septiembre | 19:00 |

| Boa Esporte       | 2 - 2 | Guaraní         | Melão             | 12 de septiembre | 19:15 |
| Criciúma          | 1 - 2 | Juventude       | Heriberto Hülse   | 12 de septiembre | 21:30 |
| Santa Cruz        | 3 - 0 | Goiás           | Arruda            | 15 de septiembre | 19:15 |
| Ceará             | 1 - 1 | América Mineiro | Castelão          | 15 de septiembre | 21:30 |
| Vila Nova         | 2 - 1 | Luverdense      | Serra Dourada     | 16 de septiembre | 16:30 |
| Oeste             | 1 - 0 | Náutico         | Arena Barueri     | 16 de septiembre | 16:30 |
| Brasil de Pelotas | 2 - 0 | CRB             | Bento Freitas     | 16 de septiembre | 16:30 |
| Paysandu          | 2 - 0 | ABC             | Curuzu            | 16 de septiembre | 16:30 |
| Internacional     | 3 - 0 | Figueirense     | Beira-Rio         | 16 de septiembre | 16:30 |
| Paraná            | 2 - 1 | Londrina        | Durival de Britto | 16 de septiembre | 19:00 |

| América Mineiro | 1 - 0 | Vila Nova         | Independência     | 19 de septiembre | 19:15 |
| Guaraní         | 0 - 4 | Paraná            | Brinco de Ouro    | 19 de septiembre | 21:30 |
| Juventude       | 0 - 0 | Boa Esporte       | Alfredo Jaconi    | 22 de septiembre | 19:15 |
| Londrina        | 1 - 1 | Santa Cruz        | Café              | 22 de septiembre | 21:30 |
| Luverdense      | 0 - 0 | Oeste             | Passo das Emas    | 22 de septiembre | 21:30 |
| Náutico         | 0 - 1 | Internacional     | Lacerdão          | 23 de septiembre | 16:30 |
| Figueirense     | 2 - 0 | ABC               | Orlando Scarpelli | 23 de septiembre | 16:30 |
| Goiás           | 2 - 1 | Paysandu          | Serra Dourada     | 23 de septiembre | 16:30 |
| CRB             | 1 - 2 | Criciúma          | Rei Pelé          | 23 de septiembre | 16:30 |
| Ceará           | 2 - 1 | Brasil de Pelotas | Castelão          | 23 de septiembre | 19:00 |

| Santa Cruz        | 0 - 0 | Ceará           | Arruda            | 26 de septiembre | 19:15 |
| Criciúma          | 1 - 1 | Figueirense     | Heriberto Hülse   | 26 de septiembre | 19:15 |
| Brasil de Pelotas | 0 - 1 | Luverdense      | Bento Freitas     | 26 de septiembre | 19:15 |
| Vila Nova         | 3 - 0 | CRB             | Serra Dourada     | 26 de septiembre | 20:30 |
| Oeste             | 4 - 1 | Londrina        | Arena Barueri     | 26 de septiembre | 20:30 |
| Paraná            | 3 - 0 | Náutico         | Durival de Britto | 26 de septiembre | 20:30 |
| Boa Esporte       | 2 - 0 | Goiás           | Melão             | 26 de septiembre | 20:30 |
| ABC               | 1 - 1 | Juventude       | Arena das Dunas   | 26 de septiembre | 21:30 |
| Paysandu          | 2 - 1 | Guaraní         | Curuzu            | 26 de septiembre | 21:30 |
| Internacional     | 2 - 1 | América Mineiro | Beira-Rio         | 27 de septiembre | 19:30 |

| Figueirense     | 1 - 0 | Paraná            | Orlando Scarpelli | 29 de septiembre | 19:15 |
| ABC             | 0 - 1 | Goiás             | Frasqueirão       | 29 de septiembre | 20:30 |
| Londrina        | 4 - 1 | CRB               | Café              | 29 de septiembre | 20:30 |
| Juventude       | 1 - 0 | Paysandu          | Alfredo Jaconi    | 29 de septiembre | 21:30 |
| Náutico         | 2 - 0 | Boa Esporte       | Lacerdão          | 30 de septiembre | 16:30 |
| Vila Nova       | 1 - 1 | Brasil de Pelotas | Serra Dourada     | 30 de septiembre | 16:30 |
| Internacional   | 2 - 0 | Santa Cruz        | Beira-Rio         | 30 de septiembre | 16:30 |
| Guaraní         | 0 - 0 | Criciúma          | Brinco de Ouro    | 30 de septiembre | 19:00 |
| Luverdense      | 0 - 1 | Ceará             | Passo das Emas    | 30 de septiembre | 19:00 |
| América Mineiro | 1 - 2 | Oeste             | Independência     | 1 de octubre     | 11:00 |

| Ceará             | 2 - 0 | Vila Nova       | Castelão         | 3 de octubre | 19:15 |
| Paraná            | 1 - 0 | Internacional   | Arena da Baixada | 3 de octubre | 20:30 |
| Brasil de Pelotas | 1 - 0 | Juventude       | Bento Freitas    | 3 de octubre | 21:30 |
| Boa Esporte       | 1 - 2 | Paysandu        | Melão            | 6 de octubre | 19:15 |
| CRB               | 1 - 0 | ABC             | Rei Pelé         | 6 de octubre | 20:30 |
| Goiás             | 2 - 0 | Náutico         | Serra Dourada    | 6 de octubre | 21:30 |
| Criciúma          | 2 - 1 | Londrina        | Heriberto Hülse  | 7 de octubre | 16:30 |
| Oeste             | 3 - 0 | Guaraní         | Arena Barueri    | 7 de octubre | 16:30 |
| Santa Cruz        | 0 - 1 | América Mineiro | Arruda           | 7 de octubre | 19:00 |
| Luverdense        | 3 - 0 | Figueirense     | Passo das Emas   | 7 de octubre | 19:00 |

| Internacional   | 1 - 0 | Brasil de Pelotas | Beira-Rio         | 9 de octubre  | 20:00 |
| Paysandu        | 0 - 0 | CRB               | Curuzu            | 13 de octubre | 19:15 |
| Paraná          | 2 - 1 | Criciúma          | Durival de Britto | 13 de octubre | 20:30 |
| Juventude       | 0 - 2 | Londrina          | Alfredo Jaconi    | 13 de octubre | 21:30 |
| ABC             | 1 - 0 | Boa Esporte       | Arena das Dunas   | 14 de octubre | 16:30 |
| Figueirense     | 2 - 1 | Santa Cruz        | Orlando Scarpelli | 14 de octubre | 16:30 |
| América Mineiro | 2 - 1 | Luverdense        | Independência     | 14 de octubre | 16:30 |
| Vila Nova       | 0 - 0 | Goiás             | Serra Dourada     | 14 de octubre | 16:30 |
| Náutico         | 2 - 0 | Guaraní           | Lacerdão          | 14 de octubre | 19:00 |
| Oeste           | 0 - 1 | Ceará             | Arena Barueri     | 14 de octubre | 19:00 |

| Guaraní           | 1 - 1 | ABC             | Brinco de Ouro  | 17 de octubre | 19:15 |
| Londrina          | 1 - 0 | Figueirense     | Café            | 17 de octubre | 19:15 |
| Boa Esporte       | 0 - 0 | Internacional   | Melão           | 17 de octubre | 19:15 |
| Ceará             | 1 - 0 | Paraná          | Castelão        | 17 de octubre | 20:30 |
| Santa Cruz        | 2 - 2 | Oeste           | Arruda          | 17 de octubre | 20:30 |
| Criciúma          | 0 - 1 | Vila Nova       | Heriberto Hülse | 17 de octubre | 20:30 |
| Brasil de Pelotas | 0 - 0 | América Mineiro | Bento Freitas   | 17 de octubre | 20:30 |
| Goiás             | 1 - 0 | Juventude       | Serra Dourada   | 17 de octubre | 21:30 |
| Luverdense        | 1 - 1 | Paysandu        | Passo das Emas  | 17 de octubre | 21:30 |
| CRB               | 2 - 2 | Náutico         | Rei Pelé        | 17 de octubre | 21:30 |

| Guaraní           | 2 - 0 | Juventude     | Brinco de Ouro  | 20 de octubre | 19:15 |
| Náutico           | 1 - 2 | ABC           | Lacerdão        | 20 de octubre | 20:30 |
| CRB               | 1 - 1 | Boa Esporte   | Rei Pelé        | 20 de octubre | 20:30 |
| Ceará             | 2 - 2 | Figueirense   | Castelão        | 20 de octubre | 21:30 |
| Criciúma          | 2 - 3 | Internacional | Heriberto Hülse | 21 de octubre | 16:30 |
| Vila Nova         | 0 - 0 | Oeste         | Serra Dourada   | 21 de octubre | 17:30 |
| Brasil de Pelotas | 1 - 1 | Santa Cruz    | Bento Freitas   | 21 de octubre | 17:30 |
| Londrina          | 2 - 0 | Paysandu      | Café            | 21 de octubre | 17:30 |
| América Mineiro   | 1 - 1 | Paraná        | Independência   | 21 de octubre | 19:00 |
| Luverdense        | 1 - 2 | Goiás         | Passo das Emas  | 21 de octubre | 21:00 |

| Juventude     | 0 - 0 | Náutico           | Alfredo Jaconi    | 24 de octubre | 19:15 |
| Paraná        | 1 - 0 | Vila Nova         | Durival de Britto | 24 de octubre | 21:30 |
| Figueirense   | 3 - 1 | CRB               | Orlando Scarpelli | 27 de octubre | 19:15 |
| Oeste         | 1 - 0 | Brasil de Pelotas | Arena Barueri     | 27 de octubre | 20:30 |
| Paysandu      | 1 - 0 | Criciúma          | Curuzu            | 27 de octubre | 21:30 |
| Boa Esporte   | 2 - 2 | América Mineiro   | Melão             | 28 de octubre | 16:30 |
| ABC           | 3 - 0 | Londrina          | Frasqueirão       | 28 de octubre | 17:30 |
| Santa Cruz    | 0 - 0 | Luverdense        | Arruda            | 28 de octubre | 17:30 |
| Internacional | 0 - 1 | Ceará             | Beira-Rio         | 28 de octubre | 17:30 |
| Goiás         | 1 - 1 | Guaraní           | Serra Dourada     | 28 de octubre | 19:00 |

| Goiás         | 1 - 1 | Criciúma          | Serra Dourada     | 31 de octubre  | 19:30 |
| Paraná        | 1 - 2 | Oeste             | Durival de Britto | 31 de octubre  | 21:30 |
| Juventude     | 1 - 0 | Ceará             | Alfredo Jaconi    | 3 de noviembre | 19:15 |
| Internacional | 0 - 0 | CRB               | Beira-Rio         | 3 de noviembre | 19:15 |
| ABC           | 0 - 1 | Luverdense        | Frasqueirão       | 3 de noviembre | 21:30 |
| Paysandu      | 1 - 1 | Vila Nova         | Curuzu            | 3 de noviembre | 21:30 |
| Figueirense   | 2 - 0 | Brasil de Pelotas | Orlando Scarpelli | 4 de noviembre | 16:30 |
| Santa Cruz    | 2 - 3 | Náutico           | Arruda            | 4 de noviembre | 17:30 |
| Guaraní       | 0 - 1 | América Mineiro   | Brinco de Ouro    | 4 de noviembre | 17:30 |
| Boa Esporte   | 0 - 1 | Londrina          | Melão             | 4 de noviembre | 17:30 |

| Luverdense        | 2 - 2 | Internacional | Passo das Emas   | 6 de noviembre | 20:00 |
| Criciúma          | 2 - 0 | Boa Esporte   | Heriberto Hülse  | 7 de noviembre | 19:15 |
| Vila Nova         | 1 - 1 | Santa Cruz    | Serra Dourada    | 7 de noviembre | 19:15 |
| América Mineiro   | 2 - 0 | ABC           | Independência    | 7 de noviembre | 19:15 |
| Náutico           | 1 - 3 | Paysandu      | Arena Pernambuco | 7 de noviembre | 20:30 |
| Oeste             | 1 - 1 | Figueirense   | Arena Barueri    | 7 de noviembre | 20:30 |
| Brasil de Pelotas | 2 - 0 | Paraná        | Bento Freitas    | 7 de noviembre | 20:30 |
| Londrina          | 2 - 0 | Goiás         | Café             | 7 de noviembre | 20:30 |
| Ceará             | 2 - 2 | Guaraní       | Castelão         | 7 de noviembre | 21:30 |
| CRB               | 2 - 0 | Juventude     | Rei Pelé         | 7 de noviembre | 21:30 |

| Juventude     | 0 - 0 | Oeste             | Alfredo Jaconi    | 10 de noviembre | 19:15 |
| ABC           | 3 - 1 | Criciúma          | Frasqueirão       | 10 de noviembre | 21:30 |
| Paraná        | 2 - 0 | Luverdense        | Durival de Britto | 10 de noviembre | 21:30 |
| Internacional | 1 - 1 | Vila Nova         | Beira-Rio         | 11 de noviembre | 16:30 |
| Náutico       | 1 - 2 | Londrina          | Arena Pernambuco  | 11 de noviembre | 17:30 |
| Figueirense   | 1 - 2 | América Mineiro   | Orlando Scarpelli | 11 de noviembre | 17:30 |
| Goiás         | 0 - 0 | Ceará             | Serra Dourada     | 11 de noviembre | 17:30 |
| Boa Esporte   | 4 - 2 | Santa Cruz        | Melão             | 11 de noviembre | 17:30 |
| Guarani       | 2 - 1 | CRB               | Brinco de Ouro    | 11 de noviembre | 19:00 |
| Paysandu      | 2 - 3 | Brasil de Pelotas | Curuzu            | 11 de noviembre | 19:00 |

| Criciúma          | 0 - 0 | Náutico       | Heriberto Hülse | 14 de noviembre | 19:15 |
| Londrina          | 1 - 0 | Guarani       | Café            | 14 de noviembre | 19:15 |
| Vila Nova         | 1 - 1 | Figueirense   | Serra Dourada   | 14 de noviembre | 20:30 |
| Oeste             | 0 - 0 | Internacional | Arena Barueri   | 14 de noviembre | 20:30 |
| Brasil de Pelotas | 3 - 0 | ABC           | Bento Freitas   | 14 de noviembre | 20:30 |
| Ceará             | 2 - 0 | Paysandu      | Castelão        | 14 de noviembre | 21:30 |
| Santa Cruz        | 0 - 0 | Paraná        | Arruda          | 14 de noviembre | 21:30 |
| América Mineiro   | 1 - 0 | Juventude     | Independência   | 14 de noviembre | 21:30 |
| Luverdense        | 0 - 1 | Boa Esporte   | Passo das Emas  | 14 de noviembre | 21:30 |
| CRB               | 2 - 1 | Goiás         | Rei Pelé        | 14 de noviembre | 21:30 |

| Guarani     | 0 - 0 | Luverdense        | Brinco de Ouro   | 17 de noviembre | 19:15 |
| Juventude   | 0 - 0 | Figueirense       | Alfredo Jaconi   | 17 de noviembre | 21:30 |
| Goiás       | 0 - 2 | Internacional     | Serra Dourada    | 18 de noviembre | 17:00 |
| Londrina    | 0 - 0 | América Mineiro   | Café             | 18 de noviembre | 17:00 |
| ABC         | 2 - 0 | Oeste             | Frasqueirão      | 18 de noviembre | 17:30 |
| Náutico     | 1 - 2 | Vila Nova         | Arena Pernambuco | 18 de noviembre | 17:30 |
| Boa Esporte | 2 - 1 | Brasil de Pelotas | Melão            | 18 de noviembre | 17:30 |
| Paysandu    | 4 - 2 | Santa Cruz        | Curuzu           | 18 de noviembre | 17:30 |
| CRB         | 0 - 1 | Paraná            | Rei Pelé         | 18 de noviembre | 17:30 |
| Criciúma    | 1 - 1 | Ceará             | Heriberto Hülse  | 18 de noviembre | 19:30 |

| Santa Cruz        | 5 - 2 | Juventude   | Arruda            | 21 de noviembre | 20:00 |
| Brasil de Pelotas | 3 - 2 | Criciúma    | Bento Freitas     | 24 de noviembre | 19:15 |
| Figueirense       | 1 - 0 | Paysandu    | Orlando Scarpelli | 24 de noviembre | 21:30 |
| América Mineiro   | 1 - 0 | CRB         | Independência     | 25 de noviembre | 17:30 |
| Internacional     | 2 - 0 | Guarani     | Beira-Rio         | 25 de noviembre | 17:30 |
| Ceará             | 1 - 0 | ABC         | Castelão          | 25 de noviembre | 17:30 |
| Vila Nova         | 0 - 1 | Londrina    | Serra Dourada     | 25 de noviembre | 17:30 |
| Paraná            | 1 - 1 | Boa Esporte | Couto Pereira     | 25 de noviembre | 17:30 |
| Oeste             | 1 - 1 | Goiás       | Arena Barueri     | 25 de noviembre | 17:30 |
| Luverdense        | 3 - 0 | Náutico     | Passo das Emas    | 25 de noviembre | 17:30 |